# ウルトラマンゼロ外伝 キラー ザ ビートスター
『ウルトラマンゼロ外伝 キラー ザ ビートスター』は、ウルトラシリーズのオリジナルビデオ (OV) 作品。全2巻構成であり、2011年11月25日に「STAGE I」が、同年12月22日に「STAGE II」が発売された。

## 概要
『ウルトラ銀河伝説外伝 ウルトラマンゼロVSダークロプスゼロ』に続く、ゼロを主役としたOV作品。2010年公開の映画『ウルトラマンゼロ THE MOVIE 超決戦!ベリアル銀河帝国』の後日談で、2012年公開の映画『ウルトラマンサーガ』の前日談にあたる。OVとしては初のBD版も発売された。
当初は荒木憲一を脚本とした前作と同じ座組みの、10周年を迎えたウルトラマンコスモスをメインとした作品の『ウルトラマンコスモスVSウルトラマンゼロ』、もしくは「大怪獣バトルシリーズ」の総決算となる作品などが検討されていたが、2011年1月10日に企画が止まり、監督が『ベリアル銀河帝国』を担当したアベユーイチであることに加え、コスモスは『サーガ』へ登場することになったため、『大怪獣バトル』のキャラクターも引き続き共演させつつ、新作映画と連動したウルティメイトフォースゼロをメインとした作品に変更された。また、企画時に直面した東日本大震災を受け、「バトルそのものよりも、仲間が増えること、手を取り合うことの素晴らしさという方向へ、テーマをシフトしたい」という渋谷プロデューサーの意見にアベ監督が賛同したため、『ベリアル銀河帝国』からエメラナ姫が登場してジャンナインが誕生する物語の製作へ至った。
大きなセットが組めず、合成も限られているため、煙を焚いてライティングすることで、ホリゾントのバックだけにしないようにしている。

## あらすじ
ベリアル銀河帝国との激闘から1年後、ウルティメイトフォースゼロはエメラナ姫との再会に臨むが、彼女とジャンボットは謎の人工天球によって捕えられ、別の宇宙へ転送されてしまう。
人工天球は惑星ブラムの目前に出現し、ZAPのレイとヒュウガがその内部へ潜入するが、彼らの前には歴代のウルトラ戦士たちを苦しめたロボット怪獣たちが出現する。人工天球の正体は、ロボットによって「有機生命体の抹殺」を企てるビートスターであり、エメラナたちを救うべく駆け付けたウルティメイトフォースゼロには、ロボット怪獣たちに加えてジャンボットに酷似したジャンキラーが襲いかかる。

## 登場キャラクター
ウルティメイトフォースゼロ

### 光の国の戦士たち
- ゾフィー
- ウルトラマン
- ウルトラセブン

## 登場怪獣・宇宙人

### 天球ガーディアン ビートスター
ビートスター天球の中枢を司るマスターコンピューター。ジャンキラーや、天球にてコピーして作り上げたロボット怪獣軍団を操る。普段はビートスタータワーと一体化しているが、下半身部分の拘束を解くことで単独で行動することも可能である。武器は全身のハッチを開いて撃つミサイルと、顔面から撃つ強力なエネルギー光線。パワーはゼロを大きく上回る。
元はバット星人の侵略を受けて滅んだ、とある宇宙の惑星人たちに作られたが、侵略から逃れた後も彼らは天球すら脅かしかねない争いを続けていた。そのため、元より「天球の安全と環境維持のために障害をすべて排除する」とプログラムされていたビートスターは、生みの親を含む住民たちを皆殺しにした。このような過去から有機生命体を憎んでおり、「宇宙の癌細胞である有機生命体を排除することで、宇宙に秩序と平和が保たれる」という行動理念にのっとり、全宇宙の有機生命体の抹殺を企てる。
タワー内に侵入してきたゼロを迎え撃って追い詰め、駆け付けたジャンキラーの説得も「非論理的」と一蹴し、戦い続ける。ジャンキラーの攻撃をすべて計算済みとして回避するが、搭乗していたヒュウガがジャンキラーを操縦して放った計算外の正拳突きにより、顔面を破壊される。その直後、ゼロのプラズマスパークスラッシュで致命的な損傷を受け、エネルギー光線で人工太陽を爆破して天球を道連れに爆散する。
不要なものとしていた人間の論理を超えた可能性の力によって敗れてもなお自らの正当性を叫んでいたが、最期の瞬間にはバット星人への恐怖を吐露した。このことから、感情を持たないただの機械ではなく、ジャンボットやジャンキラーと同じく心を持った存在であり、極端な行為に走ったのも自らの心の弱さに敗れたからであることが示唆された。
- 着ぐるみは、映画『ウルトラマンティガ&ウルトラマンダイナ 光の星の戦士たち』に登場したデスフェイサーの改造[出典 2]。監督のアベユーイチの要望で顔のディテールをなくして空洞にしてリファインし、細部のディテールをアレンジしている[8][9]。元になった着ぐるみは映画当時から現存していた物であり、当初はデスフェイサーをそのままロボット怪獣軍団の1体として登場させる案もあった[6][10]。

ビートスター天球
ビートスターがコントロールする人工天球。物理的な衝突により、いかなる惑星でも一瞬で粉々に破壊してしまう。
天球表層には人工太陽とコントロールタワーのある月が浮かんでおり、内部は空洞で生命反応がなく廃墟があるだけで、ウルティメイトフォースゼロの力を半減させる濃い霧に包まれている。
元は滅ぼされた宇宙からの脱出用に建造されたため、多次元宇宙跳躍機能も備えている。
ビートスタータワー
ビートスターが天球内部に鎮座して天球全体を制御するコントロールタワー。月の裏側にあり、周囲は無数のロボット怪獣が密集して守護している。

サンダービートスター
データカードダス『大怪獣ラッシュ ウルトラフロンティア』第4弾の期間限定ミッションに登場。
謎の遺跡の深部に鎮座するロボット。肩部にプラグやコードを伸ばしたバインダーのようなものが追加されるなど、外見は大きく変化している。プラズマソウルに侵食された影響で暴走し、接続を解除したプラグやコードを電磁鞭のように使用する。

### ロボット怪獣軍団
過去の個体との区別のためにBS（ビートスター）が付けられている。
- 天球ロボット キングジョー（BS）
- 天球超人 エースキラー（BS）
- 天球鉄神 インペライザー（BS）
- 天球機兵 レギオノイド（BS）

### レイのパートナー怪獣
- 古代怪獣 ゴモラ
- 原始怪鳥 リトラ（S）

### 触角宇宙人 バット星人
かつてウルトラの国壊滅を企んだ宇宙人の同族。過去にとある宇宙を侵略して滅ぼしており、ビートスターの誕生に間接的に関わっている。ビートスターの記憶回路の映像（回想シーン）にのみ登場。

## 登場メカニック・アイテム・その他用語
ネオバトルナイザー
レイがゴモラとリトラをモンスロードし、戦わせる際に使うバトルナイザー。

惑星ブラム
クマノたちが休暇で滞在していた人口2千万のZAP最大の開拓惑星。リゾート地が豊富で美しい海が広がり観光で有名らしい。ZAPのクルーたちも休暇などでよく利用しており、レイとヒュウガもバカンスを楽しもうと向かっていたが、ビートスター天球の接近で、滅亡の危機が迫る。

## キャスト
- レイ - 南翔太
- エメラナ - 土屋太鳳
- クマノ - 俊藤光利
- ヒュウガ - 小西博之

### 声の出演
- ウルトラマンゼロ - 宮野真守
- ミラーナイト - 緑川光
- グレンファイヤー - 関智一
- ジャンボット - 神谷浩史
- ウルトラマン - 黒部進
- ウルトラセブン - 森次晃嗣
- ゾフィー - 田中秀幸
- ジャンキラー / ジャンナイン - 入野自由
- ビートスター - 石塚運昇

### スーツアクター
- 岩田栄慶
- 力丸佳大
- 寺井大介
- 福島龍成
- 横尾和則
- 末永博志
- 福田大助

## スタッフ
- 製作 - 大岡新一
- プロデューサー - 渋谷浩康、仲吉治人
- 協力プロデューサー - 北浦嗣巳
- 制作プロデューサー - 小山信行
- 音楽プロデューサー -- 田靡秀樹（rooM78）
- 音楽 - 原文雄
- 撮影 - 新井毅
- 照明 - 武山弘道
- 助監督 - 近藤孔明
- 殺陣 - 岡野弘之
- キャラクターデザイン、イメージボード - 後藤正行
- 特殊造型 - 潤淵隆文、品田冬樹
- VFXスーパーバイザー - 鹿角剛司
- 編集 - 矢船陽介
- 脚本 - 荒木憲一
- 監督 - アベユーイチ
- 製作 - 円谷プロダクション、バンダイビジュアル

## 主題歌
「すすめウルトラマンゼロ」
作詩 - 田靡秀樹&山口智大 / 作・編曲 - 小西貴雄 / 歌 - ボイジャー
元は『ウルトラマンゼロ THE MOVIE』のOP曲。本作品では、レイ役の南翔太が新メンバーに加わった体制で歌う新バージョンが使われている。

## 作品リスト
| 話数     | タイトル   | 登場怪獣・宇宙人 | ゲスト ウルトラマン                  | 発売日             |
| -------- | ---------- | --- | ------------------------------------ | ------------------ |
| STAGE I  | 鋼鉄の宇宙 | ビートスター ジャンキラー キングジョー（BS） エースキラー（BS） インペライザー（BS） レギオノイド（β）（BS） ゴモラ                                         | ウルトラマン ウルトラセブン ゾフィー | 2011年11月25日発売 |
| STAGE II | 流星の誓い | ビートスター ジャンキラー キングジョー（BS） インペライザー（BS） レギオノイド（α）（BS） レギオノイド（β）（BS） ゴモラ リトラ（S） バット星人（回想のみ） | ウルトラマン ウルトラセブン ゾフィー | 12月22日発売       |

## テレビ放送
『ウルトラマン列伝』内で2012年9月5日からテレビ初放送。3話連続ドラマとして再構成され、各話冒頭には新たに前回のあらすじも兼ねたゼロ、ミラーナイト、グレンファイヤーの3人による会話シーンが追加され、過去の映画やOV同様に一部次回作の映像を追加し、つながりを明確にしている。